# Mesochorió
Mesochorió, en grec moderne : Μεσοχωριό, est un village du dème d'Archánes-Asteroússia, dans le district régional de Héraklion, de la Crète, en Grèce. Selon le recensement de 2011, la population de Mesochorió compte 625 habitants.
Le village est situé à une altitude de 979 mètres et à une distance de 55,3 km de Héraklion.

## Recensements de la population
| Recensements | 1900 | 1920 | 1928 | 1940 | 1951 | 1961 | 1971 | 1981 | 1991 | 2001 | 2011 |
| ------------ | ---- | ---- | ---- | ---- | ---- | ---- | ---- | ---- | ---- | ---- | ---- |
| Population   | 348  | 435  | 504  | 677  | 743  | 835  | 796  | 887  | 809  | 752  | 625  |